# شون بانكس
شون بانكس (بالإنجليزية: Sean Banks)‏ (20 يناير 1985 بنيويورك في الولايات المتحدة - ) هو لاعب كرة سلة أمريكي في مركز هجوم صغير الجسم. لعب مع أتلتيكوس دي سان جرمان ولوس أنجلوس ديفيندرز ولياونينغ فلاينج ليباردز ونادي داروشافاكا لكرة السلة ونادي زين الأردني لكرة السلة ونيو أورلينز بيليكانز وAnaheim Arsenal ‏ وكاسيكاس دي هيوماكاو ‏ وSalt Lake City Stars ‏.

## وصلات خارجية
- شون بانكس على موقع كرة السلة الأوروبية.كوم (الإنجليزية)
- شون بانكس على موقع كلية كرة السلة في سبورتس رفرنس.كوم (الإنجليزية)
- شون بانكس على موقع ريلجم (الإنجليزية)
- شون بانكس على موقع بروبوليرز (الإنجليزية)
- شون بانكس على موقع سبورتس رفرنس (الإنجليزية)